# Anis
Anis (Pimpinella anisum L.) är en ört som tillhör familjen flockblommiga växter.

## Beskrivning
Anis är ettårig. Blommar i juli — augusti. Blomman har diametern 3 mm.
Frukterna är 3 × 5 mm. 
De övre bladen är smala och påminner om dill; de nedre är större och liknar mest persilja. Roten är en pålrot. Stjälken påminner mycket om selleri.
Kromosomtal 2n = 2n=18 och 2n = 20.

### Innehållsämnen
Mängden av olika ämnen i anisfrö varierar stort med växtplats och väderförhållandena under växtåret. Typiska värden är:
| Ämne                   | Halt (%) |
| ---------------------- | -------- |
| Nitrogenfria extrakter | 22-28    |
| Ickeflyktig olja       | 8-23     |
| Protein                | 18       |
| Vatten                 | 9-13     |
| Kostfiber              | 12-25    |
| Flyktig olja           | 2-7      |
| Stärkelse              | 5        |

## Habitat
Anisen kommer ursprungligen från trakterna kring Medelhavet och introducerades i Sverige på 1300-talet, och finns nu odlad och förvildad även i södra och mellersta Sverige.

## Biotop
Lätt, näringsrik, väldränerad jord.

## Etymologi
- Släktnamnet Pimpinella ska inte förväxlas med Pimpinell, som är ett traditionellt namn på Sanguisorba minor.

- Artepitetet kommer från det grekiska ordet ἄνηθον (aneton), som betyder dill. Anis blir ofta förväxlad med dill.

## Användning
Den färska växten kan användas som en grönsak, men detta är inte den huvudsakliga användningen. Det är i stället fröna, som utnyttjas.
Genom vattenångadestillering av anisfrukter utvinns en gul, flyktig eterisk olja, anisolja, består av cirka 90 % anetol och mindre mängder av bl a  4-anisaldehyd, estragol och pseudoisoeugenyl-2-metylbutyrat.
Anisolja kan användas för framställning av parfym och liknande.
Anisens frön används som kryddor i bröd, i likör och i andra spritdrycker, till exempel i Absint, Aguardiente, Anisette, Arrak, Jägermeister, O. P. Anderson, Ouzo, Pernod, Raki, Ricard och Skåne Akvavit.
Anetol är mindre lösligt i vatten än etanol, varför vissa aniskryddade spritdrycker blir opaka när de späds ut med vatten.
Anis kan även användas medicinskt. En dekokt på anisfrö har använts mot hosta och för att minska gasbildning vid matspjälkning (flatulens). Kan även fungera som afrodisiakum.
Enligt folktro kan anis hjälpa mot mardrömmar och förtrollning ("Ont öga").

### Förfalskningar
Anis har en smak som påminner om lakrits. Produkter med lakritssmak kan ibland innehålla anis som smakförstärkare eller ersättning för lakritsrot.
Kinesisk stjärnanis innehåller också anetol, men är inte nära släkt med anis. Eftersom den har en liknande smak och arom har den i västvärlden blivit ett billigare alternativ till anis, för såväl bakning som likörproduktion.

## Skadedjur
Larver från vissa fjärilar, t ex klintmalmätare (Eupithecia centaureata) och absintmalmätare (Eupithecia absinthiata) har anis som favoritföda.

## Bilder

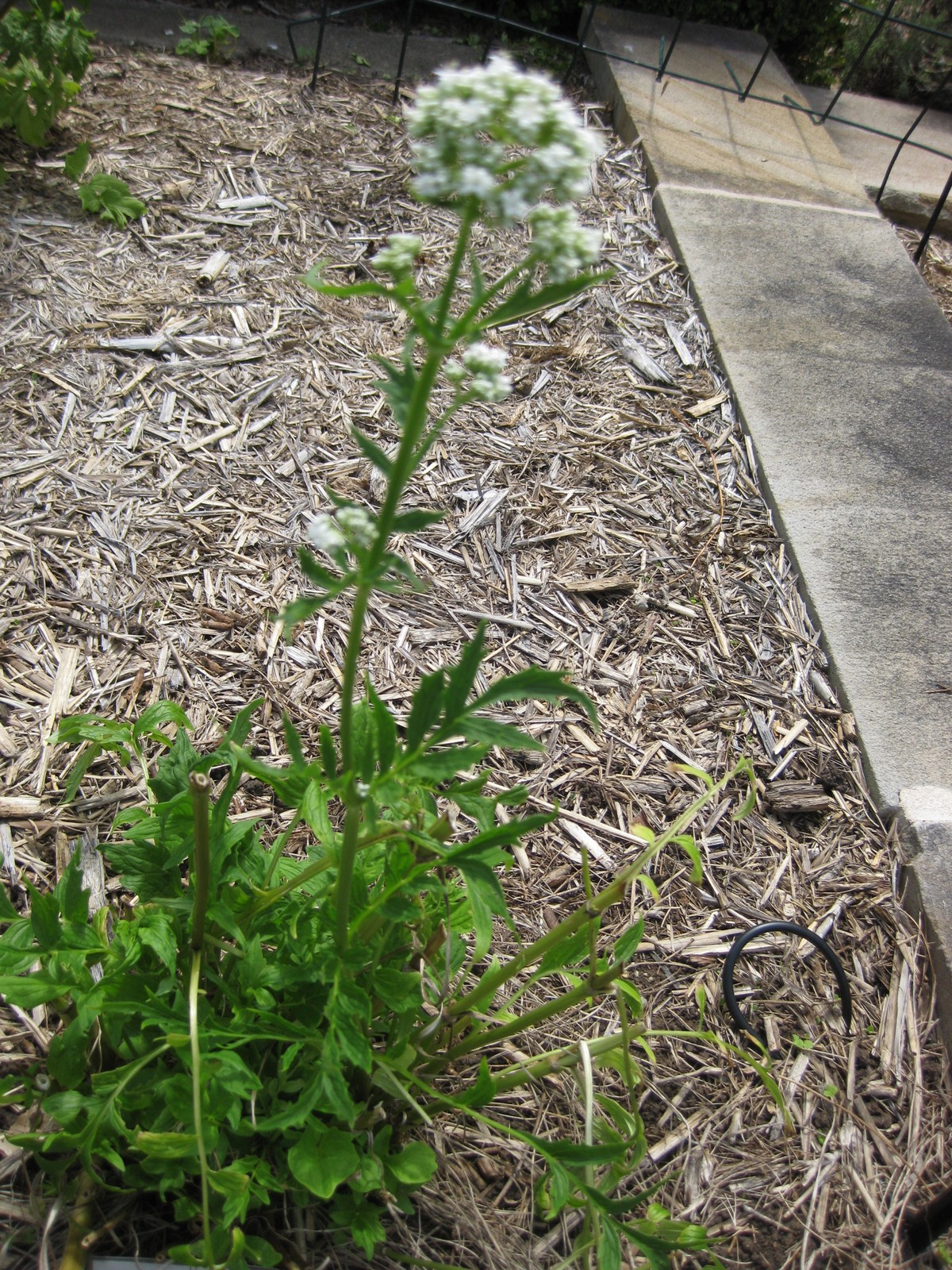
Blommande anis Lägg märke till skillnaden i bladens utseende högt uppe på stjälken och nära marken
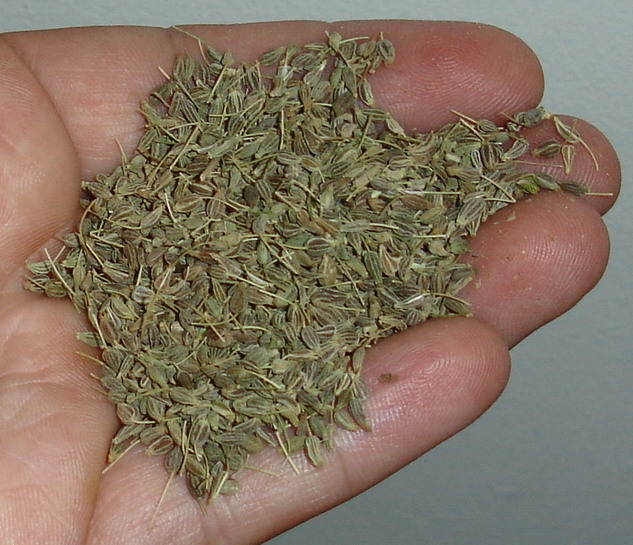
Nyskördade anisfrön
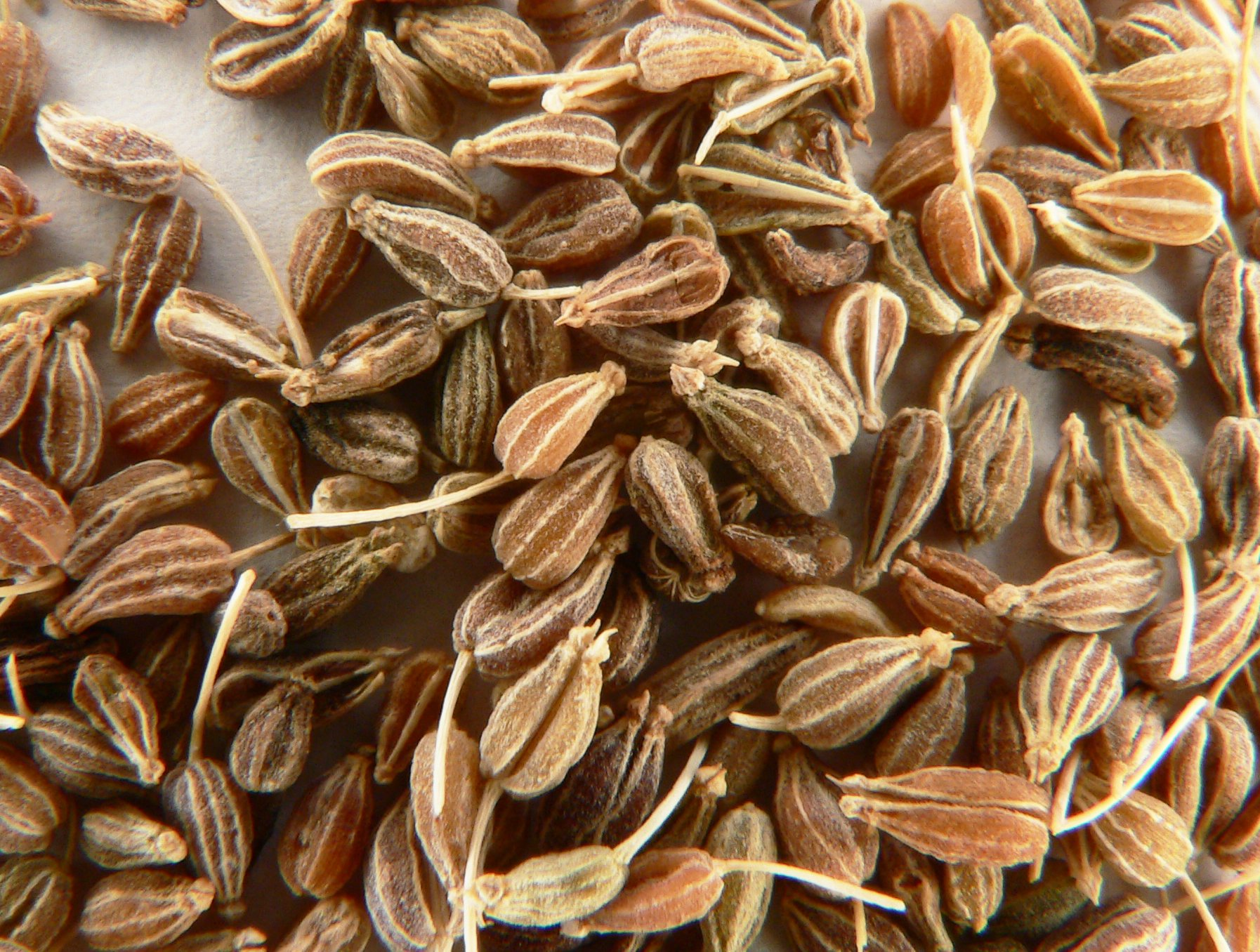
Torkade anisfrön
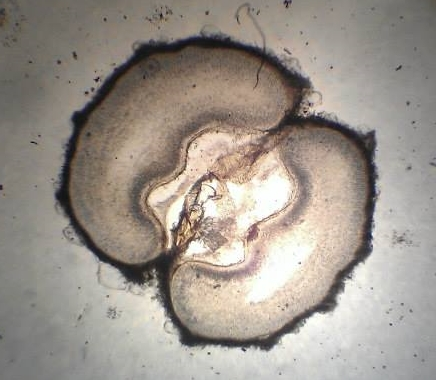
Mikroskopbild av ett uppskuret anisfrö
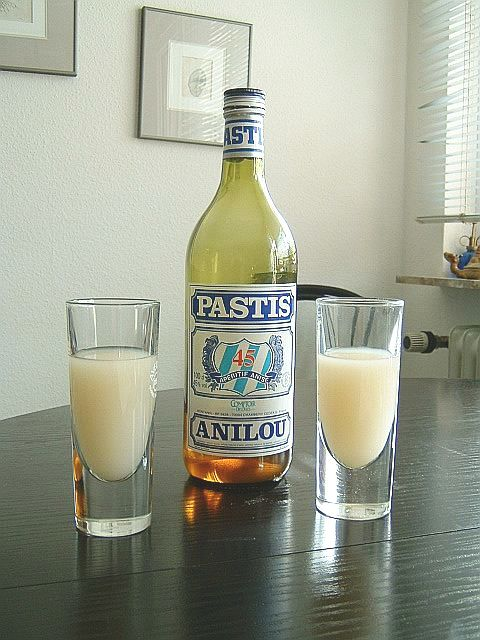
I glasen utseendet efter utspädning med vatten
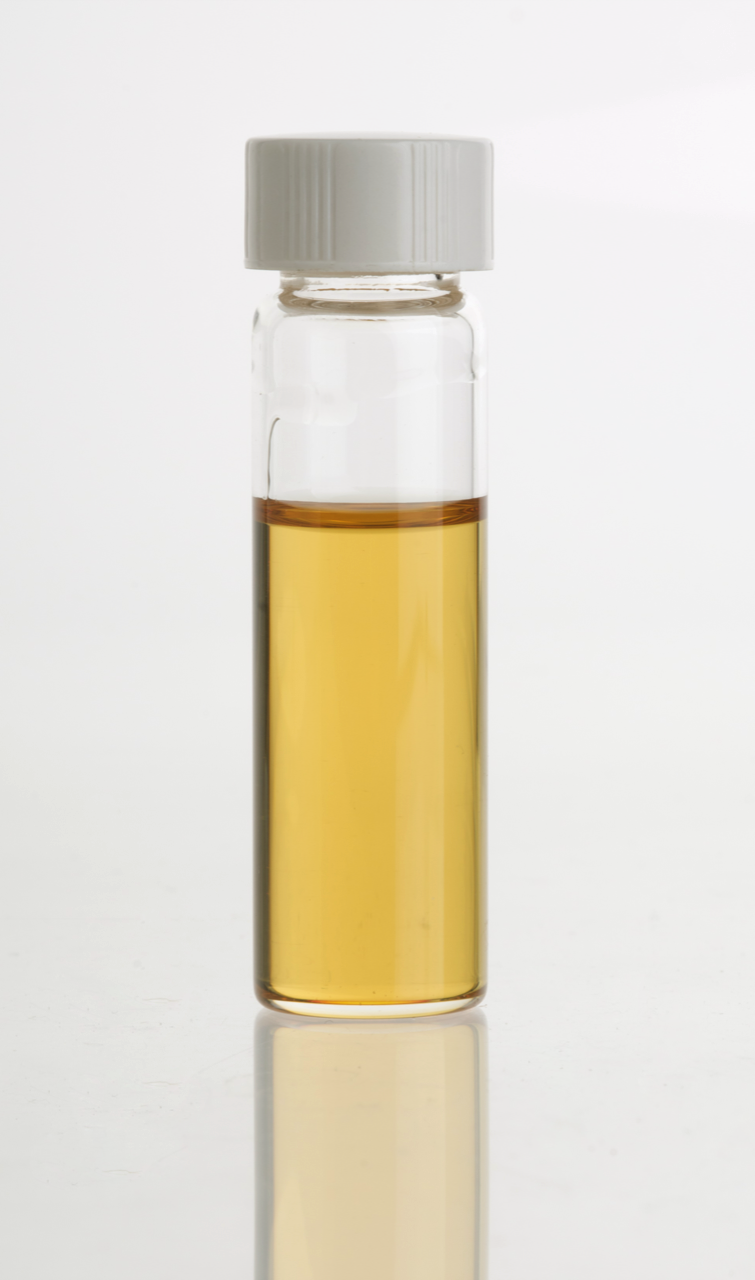
Anisolja